# 다케노코노사토

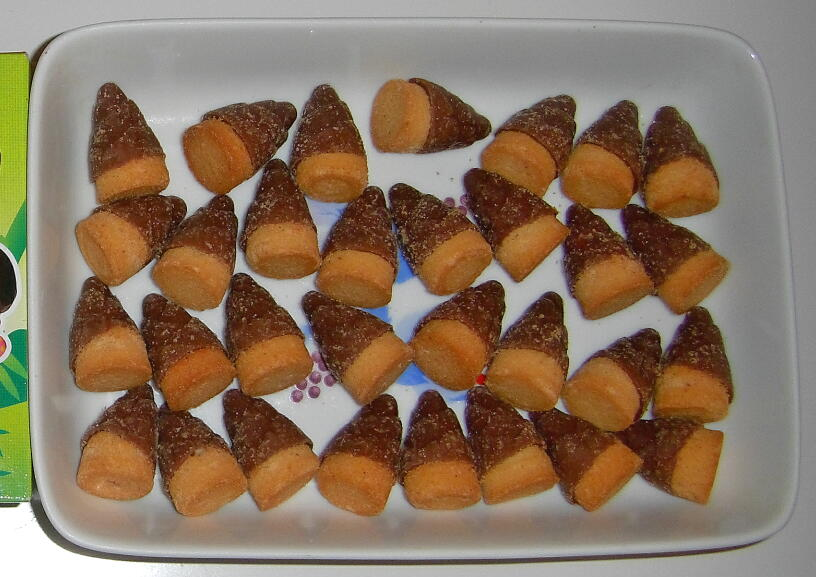
다케노코노사토

다케노코노사토(일본어: たけのこの里→죽순의 마을)는 일본의 기업 메이지가 판매하는 과자이다. 1979년 출시되었다. 기노코노야마와 자매품이며, 매출은 이 제품이 더 많다. 초코 부분은 기노코노야마와 같은 밀크초콜릿 성분이고, 과자 부분은 버터링 등의  버터 쿠키 맛이 난다.

## 주식 및 인용
1. ↑  “excite 뉴스 (기노코노야마와 다케노코노사토 중에서 어느 쪽이 많이 팔리나)”. 2011년 11월 4일에 원본 문서에서 보존된 문서. 2011년 9월 19일에 확인함.